# Choose or Die
Pour plus de détails, voir Fiche technique et Distribution.
Choose or Die est un film britannique réalisé par Toby Meakins et sorti en 2022.

## Synopsis
Un jeu vidéo de fiction interactive créé dans les années 1980, CURS>R, semble avoir une influence funeste sur la réalité de ceux qui y jouent.

## Fiche technique
- Titre original : Choose or Die
- Réalisation : Toby Meakins
- Scénario : Simon Allen, Toby Meakins et Matthew James Wilkinson
- Musique : Liam Howlett
- Photographie : Catherine Derry
- Montage : Tommy Boulding et Mark Towns
- Production : Sébastien Raybaud, Matthew James Wilkinson et John Zois
- Société de production : Anton et Stigma Films
- Pays de production :  Royaume-Uni
- Genre : Drame, horreur et thriller
- Durée : 84 minutes
- Dates de sortie : 
  - Monde : 15 avril 2022 (sur Netflix)

## Distribution
- Iola Evans (VF : Sara Chambin) : Kayla
- Asa Butterfield : Isaac
- Robert Englund : Robert Englund
- Angela Griffin : Thea
- Ryan Gage : Lance
- Eddie Marsan (VF : William Coryn) : Hal
- Kate Fleetwood : Laura
- Pete MacHale : Gabe
- Kayleen Aires Fonseca : Ricky
- Caroline Loncq : Maria
- Delroy Atkinson : l'officier Carpenter
- Ioanna Kimbook : Grace
- Joe Bolland : Beck

### Version française[1]
- Société de doublage : VSI Chinkel
- Direction artistique : Jonathan Dos Santos

## Accueil
Le film a reçu un accueil mitigé de la critique. Il obtient un score moyen de 42 % sur Metacritic.